# Poštovní známky a dějiny pošty v Beninu

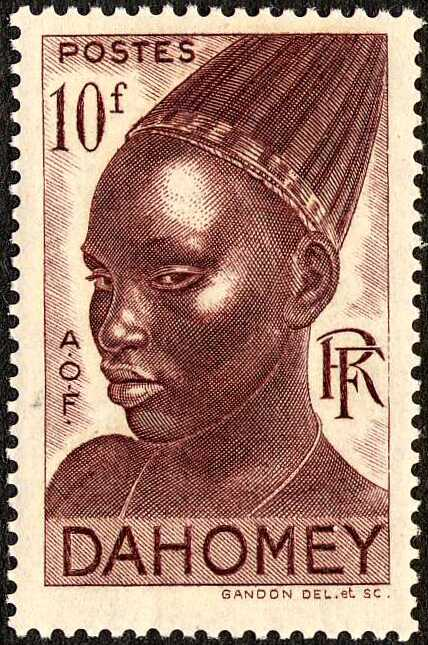
Poštovní známka autora Piera Gandona, 1940

Dějiny poštovních známek a poštovnictví v Beninu (dřívější Dahomej) lze rozdělit přibližně do dvou hlavních období. Prvním z nich je koloniální období, kdy se v této francouzské kolonii začaly používat poštovní známky a od roku 1960 období nezávislosti. V roce 1961 se Dahomejská republika stala členem Světové poštovní unie. Poštovní služby v zemi zajišťuje La Poste du Bénin.

## Dějiny pošty

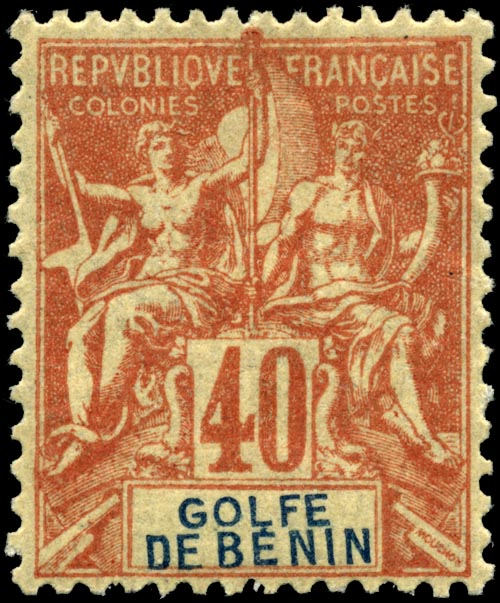
Benin, známka z roku 1893

Na území dnešního Beninu, který byl v letech 1889 až 1899 francouzskou kolonií, byly původně používány metropolitní poštovní známky a univerzální emise známek určených pro francouzské kolonie. Tyto známky byly v Porto Novo v oběhu od roku 1888. Z této doby se také dochovala poštovní razítka s nápisem BENIN, která označovala poštovní zásilky z Aquoua, Cotonou, Grand-Popa, Porto Novo a Ouidahu.
Do roku 1899 existovaly v severních oblastech země pravděpodobně pouze vojenské kanceláře. Existují také poštovní razítka provincie Francouzský Súdán používaná v letech 1899 až 1900 s nápisem Haut Dahomey. Do roku 1915 bylo v Dahomej otevřeno 30 koloniálních poštovních úřadů. V letech 1944 až 1960 bylo pozastaveno vydávání vlastních dahomejských známek a v oběhu byly poštovní známky Francouzské Západní Afriky.
Dne 1. srpna 1960 získal Dahomej na Francii nezávislost a 27. dubna 1961 se země stala členem Světové poštovní unie. V letech 1960 až 1970 byla země jednou ze smluvních stran Yaoundéské úmluvy, v jejímž rámci byla přijata opatření k zefektivnění tržních vztahů afrických států s Evropským hospodářským společenstvím, a to i v oblasti poštovních služeb.

## Emise poštovních známek

### Koloniální období

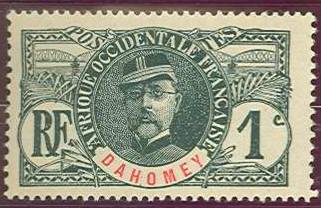
Koloniální francouzská poštovní známka z roku 1906 s názvem země Dahomey a portrétem generála Louise Faidherbeho

První známky francouzské kolonie Benin vstoupily do oběhu v roce 1892. Jednalo se o francouzské koloniální známky přetištěné textem Bénin. Později byly vydány originální poštovní známky se stejným nápisem. Francouzské koloniální známky vydávané v letech 1893 až 1894 uváděly pro toto území dvě odlišná jména, Golfe de Bénin a Bénin. Celkem bylo od roku 1892 do roku 1894 vydáno 42 emisí poštovních známek této kolonie.

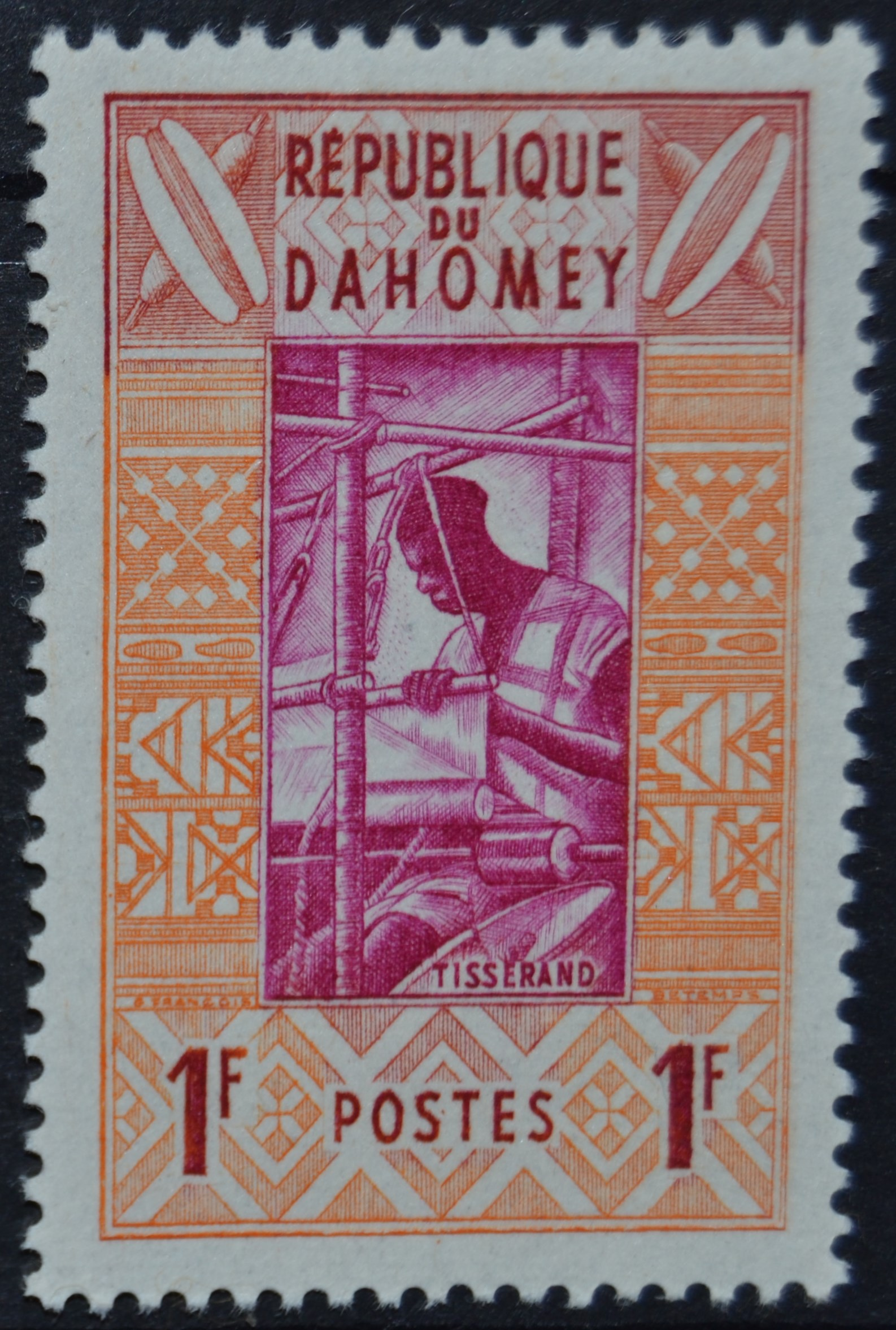
Beninská poštovní známka z roku 1961

První známky vydávané koloniální poštou v Dahomej byly vydány roce 1899. Mezi poštovními známkami pro Dahomej byly také známky koloniálního typu s vytištěným názvem země. První pamětní známky byly vydány v roce 1931. Poštovní známky francouzského Dahomej vydávané v letech 1899 až 1942 nesly nápis Dahomey. V letech 1958 až 1960 měla Dahomej status republiky s právy člena Francouzského společenství. Proto se od roku 1958 na beninských poštovních známkách objevuje nápis République du Dahomey.

### Období nezávislosti
V roce 1960 po zisku nezávislosti začala země vydávat své vlastní poštovní známky. Na památku zisku nezávislosti byla vydána i pamětní poštovní známka. Celkem bylo pro Dahomej od roku 1899 do roku 1963 vydáno 231 emisí poštovních známek.

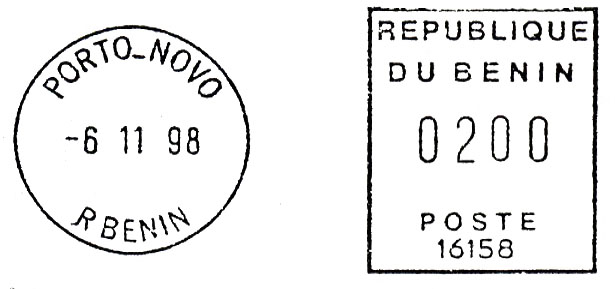
Frankotyp z Porto Novo s nápisem République du Bénin

V roce 1975 byl název státu změněn na Beninskou lidovou republiku, což se odrazilo i ve vzhledu poštovních známek vydaných v dubnu 1976 a věnovaných vyhlášení republiky République populaire du Bénin. V březnu 1990 byl název republiky opět změněn, což vedlo i k příslušné úpravě nápisu na poštovních známkách na République du Bénin.
Mezi beninskými známkami byly vydány dvě známky při příležitosti 110. výročí narození V. I. Lenina, série známek věnovaných olympijským hrám v Moskvě či série známek věnovaná lunochodu.